# Luciana Paluzzi
Pour les articles homonymes, voir Paluzzi.
Luciana Paluzzi, née le 10 juin 1937 à Rome, est une actrice italienne.
Elle est surtout connue pour avoir été James Bond girl dans Opération Tonnerre, mais elle a également été une actrice prolifique du cinéma de genre italien, tournant notamment avec Fernando Di Leo, Umberto Lenzi ou Riccardo Freda.

## Biographie
Luciana Paluzzi est la fille d'un colonel de l'Armée de terre italienne. Elle naît et grandit à Rome. Elle est allée à Milan pour y étudier l'architecture navale pendant deux ans, étant la seule femme de sa classe,.

### Les débuts dans les années 1950
Alors qu'elle n'a que seize ans, son tout premier petit rôle se fait sous l'égide d'une réalisatrice, Maria Basaglia, aux côtés d'Ugo Tognazzi et de Jacques Sernas, dans Sua Altezza ha detto: no!. L'année suivante, elle est figurante dans deux films internationaux : l'américain La Fontaine des amours de Jean Negulesco et le français J'avais sept filles de Jean Boyer.

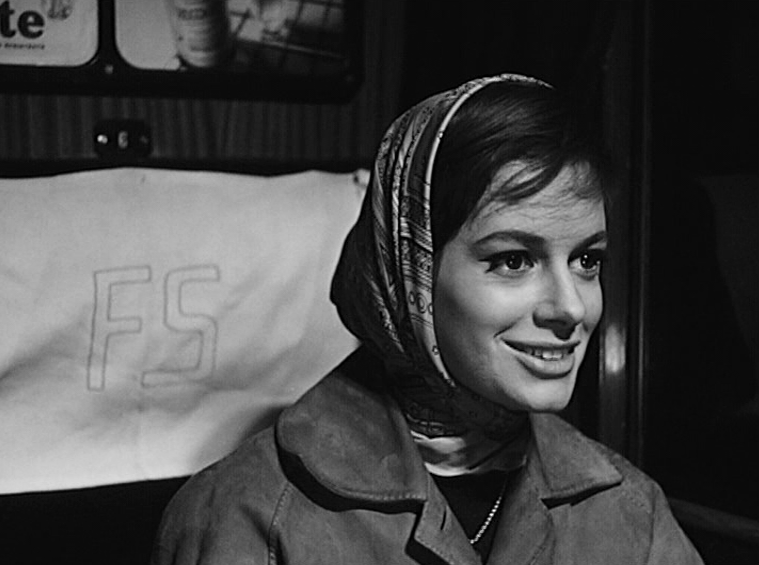
Luciana Paluzzi dans L'Ennemi de ma femme en 1959.

 Dans une interview, elle raconte qu'elle a obtenu le rôle de La Fontaine des amours par hasard grâce à un ami de son père qui était invité à dîner et qui cherchait une jeune actrice pour un rôle très court de deux lignes dans le prochain Negulesco. Alors que Paluzzi ne parle pas un mot d'anglais, elle apprend par cœur la ligne de dialogue qu'elle répète durant l'audition le lendemain. Negulesco, n'ayant pas été satisfait des autres actrices jusque-là, lui aurait alors accordé le rôle.
Elle croise ensuite Virna Lisi dans le drame de guerre Le Voiturier du Mont-Cenis (1954) de Guido Brignone. Elle retrouve le cinéma français avec La Châtelaine du Liban (1956) de Richard Pottier et surtout En effeuillant la marguerite (1956) de Marc Allégret et Roger Vadim où elle interprète l'amie italienne de Brigitte Bardot. En 1957, elle a un petit rôle dans le musicarello Bambino, dont la chanson-titre du film sera chantée en version française par Dalida. En 1958, elle joue dans son premier péplum avec Les Travaux d'Hercule (1958) mettant en vedette Steve Reeves.
À la fin des années 1950, elle part en Angleterre pour travailler d'abord dans des feuilletons, puis interprète la gérante du Lido dans le film de guerre britannique La Brigade des bérets noirs de Terence Young, le même réalisateur qu'elle retrouvera sept ans plus tard dans le film de James Bond Opération Tonnerre (1965).
Après un détour par Le Tigre du Bengale de Fritz Lang ainsi que par la comédie d'espionnage britannique avec Sois toujours diplomate, Paluzzi finit la décennie en jouant dans L'Ennemi de ma femme de Gianni Puccini la maîtresse de Marcello Mastroianni qui joue un arbitre de football.

### Opération Tonnerreet les films de genre des années 1960 et 1970
Son début de carrière la voit participer à des films importants, mais souvent reléguée des rôles secondaires. Après avoir joué la fille no 88 dans la Commanderie des chefs SS dans Le Vice et la Vertu de Roger Vadim, elle obtient le premier rôle féminin dans le film américain pour adolescents Muscle Beach Party, la suite de Beach Party.
En 1965, elle joue l'actrice principale face à Nino Manfredi dans la comédie Questa volta parliamo di uomini (« Cette fois-ci, parlons des hommes ») de Lina Wertmüller, un film qui se veut selon la réalisatrice une réponse à Parlons femmes (Se permettete parliamo di donne) qu'Ettore Scola a réalisé l'année précédente.
La même année, Paluzzi est choisie pour incarner Fiona Volpe, la méchante du SPECTRE, dans Opération Tonnerre (1965), le quatrième film de la saga des James Bond. Elle avait auditionné pour le rôle de la Bond girl principale, Domino Petacchi, mais les producteurs lui ont préféré la Française Claudine Auger, en rebaptisant le personnage Dominique Derval. D'abord déçue de ne pas interpréter la protagoniste, Paluzzi s'est réjouie lorsqu'on lui a dit qu'elle aurait en échange le rôle de l'antagoniste bravache Fiona Volpe. Son personnage devait initialement s'appeler Fiona Kelly, mais on l'a renommé pour coller à sa nationalité italienne, « volpe » signifiant « renard » en italien. En définitive, elle a déclaré que ce rôle de méchante était « plus amusant » à jouer. Dans le documentaire Bond Girls Are Forever, Paluzzi déclare que faire un James Bond est à double tranchant : d'un côté, il est enivrant d'atteindre un tel niveau de célébrité et d'être sous l'objectif des photographes, de l'autre, la réputation un peu puérile et « bande dessinée » du film l'a empêchée d'être considérée par de grands réalisateurs italiens tels qu'Antonioni, Fellini ou Visconti pour figurer dans leurs films d'auteur et l'a confinée au cinéma de genre.

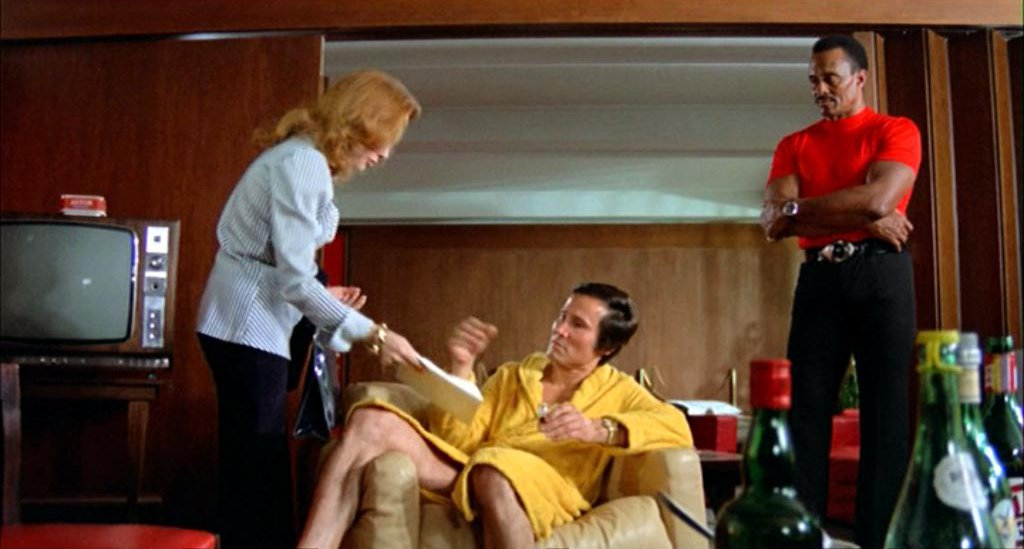
Luciana Paluzzi avec Henry Silva et Woody Strode dans L'Empire du crime (1972).

Paluzzi embraye effectivement avec plusieurs films d'espionnage comme les films américains Minuit sur le grand canal se déroulant à Venise ou The One Eyed Soldiers (en) ou encore la coproduction italo-française Pas de roses pour OSS 117 (1968) de Renzo Cerrato, Jean-Pierre Desagnat et André Hunebelle. Elle s'essaie ensuite à une série B japonaise de science-fiction avec Bataille au-delà des étoiles de Kinji Fukasaku ainsi qu'à un western américain avec Chuka le redoutable (1967) et italien avec Le Dernier des salauds (1969) de Ferdinando Baldi ou un encore au film d'aventures à la Mille et Une Nuits avec le film espagnol La esclava del paraíso. Dans le sillage de l'ambiance érotique BDSM du Vice et la Vertu de Roger Vadim, elle participe aux Brûlantes, un film d'exploitation « women in prison » que son réalisateur espagnol Jesús Franco a réussi à tourner dans des conditions très difficiles en raison de la censure franquiste de l'époque.
Elle a poursuivi sa carrière avec deux des genres les plus populaires des années de plomb italiennes, le giallo et le poliziottesco. Dans le premier, elle tourne Perversion (1968) d'Alberto De Martino, Les Deux Visages de la peur (1972) de Tulio Demicheli et surtout Estratto dagli archivi segreti della polizia di una capitale europea, un giallo avec de jeunes hippies pourchassés par des adorateurs du diable qui fait explicitement référence au meurtre de Sharon Tate par la famille Manson. Ce film est l'avant-dernier dans la longue carrière de son réalisateur Riccardo Freda, reconnu a posteriori comme un des maîtres du cinéma de genre italien.
Mais c'est dans le genre poliziottesco que Luciana Paluzzi a le plus tourné dans les années 1970, avec Enrico Maria Salerno et Jean Sorel dans Le Grand Kidnapping (1973), avec Henry Silva dans Un flic hors-la-loi (1975) d'Umberto Lenzi ou avec Antonio Sabàto dans ...a tutte le auto della polizia... de Mario Caiano. Elle va travailler par deux fois avec Fernando Di Leo, dans Gli amici di Nick Hezard (1976) et surtout dans L'Empire du crime (1972), le deuxième épisode de la fameuse Trilogie du Milieu adaptée des romans de Giorgio Scerbanenco et considérée par plusieurs critiques comme le chef-d'œuvre italien du genre poliziottesco influencé à la fois par le film d'auto-défense, le film noir et les polars de Jean-Pierre Melville,.

## Vie privée

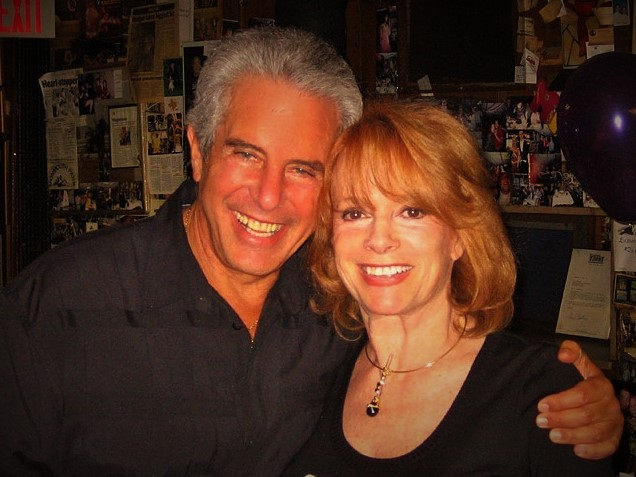
Luciana Paluzzi avec son mari en 2016.

En 1960, Paluzzi épouse l'acteur Brett Halsey, qui venait de divorcer d'avec Renate Hoy (de), une actrice et reine de beauté allemande. Paluzzi et Halsey jouent ensemble le rôle d'un couple de jeunes mariés dans le film Les lauriers sont coupés (1961) de José Ferrer. Le couple a eu un fils, Christian, et après leur divorce en 1962, Halsey a épousé la chanteuse allemande Heidi Brühl.
Au cours des années 1960 et 1970, Paluzzi a eu une relation durable avec Tony Anthony, avec lequel elle est apparue dans les films Wounds of Hunger (it) et Come Together. Son travail au Japon sur Bataille au-delà des étoiles a inspiré Anthony pour scénariser et produire le film hybride entre western spaghetti et Jidai-geki Le Cavalier et le Samouraï.
En 1979, Paluzzi a épousé son mari actuel, le magnat américain des médias Michael Jay Solomon (en), qui avait fondé Michael Jay Solomon Film International en 1977, cofondé Telepictures Corporation en 1978 et était devenu président de Warner Bros. International Television en 1985. Elle s'est alors installée à New York pour vivre avec son mari. En 1980, elle devient représentante commerciale de Canale 5 et Reteitalia aux États-Unis, ce qu'elle qualifie de travail très tranquille, et suit son mari dans ses voyages internationaux,.
Paluzzi et son mari ont également résidé dans une propriété très cotée au sommet d'une falaise sur l'océan Pacifique à Jalisco, au Mexique, connue sous le nom de Casa Dos Estrellas,. Le couple a vendu cette propriété 7 millions de dollars vers 2005 pour vivre à New York et à Rome, afin d'être plus proches de leurs familles respectives.

## Filmographie

### Actrice de cinéma

#### Années 1950
- 1953 : Sua Altezza ha detto: no! de Maria Basaglia
- 1954 : La Fontaine des amours (Three Coins in the Fountain) de Jean Negulesco : Angela Bianchi
- 1954 : J'avais sept filles de Jean Boyer : Pat
- 1954 : Le Voiturier du Mont-Cenis (Il vetturale del Moncenisio) de Guido Brignone
- 1955 : Faccia da mascalzone (it) de Raffaele Andreassi et Lance Comfort
- 1955 : Adriana Lecouvreur de Guido Salvini
- 1956 : La Châtelaine du Liban de Richard Pottier : Michèle Hennequin
- 1956 : En effeuillant la marguerite de Marc Allégret et Roger Vadim : Sophia
- 1957 : Bambino (Guaglione) de Giorgio Simonelli
- 1957 : L'Aventurière de Gibraltar (La donna che venne dal mare) de Francesco De Robertis
- 1958 : Les Travaux d'Hercule (Le Fatiche di Ercole) : servante d'Iole
- 1958 : La Brigade des bérets noirs (No Time to Die) de Terence Young : Carola (gérante du Lido)
- 1958 : Si le roi savait ça (Al servizio dell'imperatore) de Caro Canaille et Edoardo Anton
- 1958 : Requins de haute mer (Sea Fury) de Cy Endfield : Josita
- 1959 : L'Ennemi de ma femme (Il nemico di mia moglie) de Gianni Puccini : Giulia
- 1959 : Le Tigre du Bengale (Der Tiger von Eschnapur) de Fritz Lang : Baharani
- 1959 : Sois toujours diplomate (Carlton-Browne of the F.O.) de Roy Boulting et Jeffrey Dell : Princesse Ilyena

#### Années 1960
- 1961 : Les lauriers sont coupés (Return to Peyton Place) de José Ferrer : Raffaella Carter
- 1962 : Miracle à Cupertino (The Reluctant Saint) d'Edward Dmytryk : Carlotta
- 1963 : Le Vice et la Vertu de Roger Vadim : Héléna
- 1964 : Muscle Beach Party de William Asher : Julie
- 1965 : Meurtre à l'italienne (Io uccido, tu uccidi) de Gianni Puccini, segment Giochi acerbi
- 1965 : Questa volta parliamo di uomini de Lina Wertmüller : la femme de l'industriel
- 1965 : Opération Tonnerre (Thunderball) de Terence Young : Fiona Volpe
- 1966 : The One Eyed Soldiers (en) de John Ainsworth : Gava Berens
- 1967 : Minuit sur le grand canal (The Venetian Affair) de Jerry Thorpe : Giulia Almeranti
- 1967 : Chuka le redoutable (Chuka) de Gordon Douglas et Richard Jessup : Veronica Kleitz
- 1968 : La esclava del paraíso de José María Elorrieta : Mizziana
- 1968 : Pas de roses pour O.S.S. 117 (Niente rose per OSS 117) de Renzo Cerrato, Jean-Pierre Desagnat et André Hunebelle : Maud
- 1968 : Le tueur frappe trois fois (La morte non ha sesso) de Massimo Dallamano : Lisa
- 1968 : Bataille au-delà des étoiles (The Green Slime) de Kinji Fukasaku : Dr Lisa Benson
- 1969 : Les Brûlantes (99 mujeres) de Jesús Franco : : Natalie Mendoza
- 1969 : Perversion (Femmine insaziabili) d'Alberto De Martino : Mary Sullivan
- 1969 : Le Dernier des salauds (Il pistolero dell'Ave Maria) de Ferdinando Baldi : Anna Carrasco
- 1969 : Playgirl 70 de Federico Chentrens
- 1969 : Le Capitaine Nemo et la ville sous-marine (Captain Nemo and the Underwater City) de James Hill : Mala

#### Années 1970
- 1970 : Le Secret des soldats d'argile (Il segreto dei soldati di argilla) de Luigi Vanzi
- 1971 : Sergent Klems (Il sergente Klems) de Sergio Grieco
- 1971 : L'Homme qui venait de la haine (El hombre que vino del odio) de León Klimovsky : Theresa
- 1971 : Come Together de Saul Swimmer (en) : Lisa
- 1972 : La Grosse Affaire (Colpo grosso... grossissimo... anzi probabile) de Tonino Ricci : Jacqueline
- 1972 : L'Empire du crime (La mala ordina) de Fernando Di Leo : Eva Lalli
- 1972 : Les Deux Visages de la peur (Coartada en disco rojo) de Tulio Demicheli : Elena Carli
- 1972 : Estratto dagli archivi segreti della polizia di una capitale europea de Riccardo Freda : Lady Alexander
- 1972 : Gunn la gâchette (Black Gunn) de Robert Hartford-Davis : Toni
- 1973 : Les Amazones (Le guerriere dal seno nudo) de Terence Young : Phaedra
- 1973 : Medusa de Gordon Hessler : Sarah
- 1973 : Le Grand Kidnapping (La polizia sta a guardare) de Roberto Infascelli : Renata Boletti
- 1974 : Cavale, Tonton ! (La sbandata) d'Alfredo Malfatti et Salvatore Samperi : Rosa, femme de Cannavone
- 1974 : L'Homme du clan (The Klansman) de Terence Young : Trixie
- 1975 : Un flic hors la loi (L'uomo della strada fa giustizia) d'Umberto Lenzi : Vera Vannucchi
- 1975 : ...a tutte le auto della polizia... de Mario Caiano : Giovanna Nunziante
- 1975 : Défense de toucher (L'infermiera) de Nello Rossati : Jole Scarpa
- 1976 : Gli amici di Nick Hezard de Fernando Di Leo : Anna
- 1978 : L'Empire du Grec (The Greek Tycoon) de J. Lee Thompson : Paola Scotti
- 1978 : Un flic de charme (Il commissario Verrazzano) de Francesco Prosperi : Rosy

### Actrice de télévision
- 1956-1957 : Douglas Fairbanks Jr. Presents (série télévisée, 2 épisodes) :
  - The Story of Pan Yusef (1956) : Maria
  - Together (1957) : la fille
- 1957 : Sword of Freedom Fawn petite (épisode Vespucci)
- 1959 : Have Gun - Will Travel (série télévisée, épisode Unforgiven)
- 1959 : Five Fingers (série télévisée) : Simone Genet (4 épisodes)
- 1960 : Aventures dans les îles (Adventures in Paradise série télévisée) : Suzanne Dulac (épisode Heads, You Lose)
- 1960 : Hong Kong (série télévisée) : Lisa Mario (épisode To Catch a Star)
- 1960 : The Tab Hunter Show (série télévisée) : Lucienne Palette (épisode One Night in Paris)
- 1962 : Thriller : Madalena (épisode Flowers of Evil)
- 1962 : Bonanza (série télévisée) : Michele Dubois (épisode The Dowry)
- 1963 : Delitto e castigo (TV)
- 1964 : L'Homme à la Rolls (Burke's Law série télévisée) : Mia Bandini (épisode Who Killed Marty Kelso?)
- 1965 : Des agents très spéciaux (The Man from U.N.C.L.E.) : Angela (épisode The Four Steps Affair)
- 1966 : Annie, agent très spécial (The Girl from U.N.C.L.E. série télévisée) : Tuesday Hajadakis (épisode The Dog-Gone Affair)
- 1966 : Twelve O'Clock High (série télévisée) : Carla (épisode Face of a Shadow)
- 1967 : Mr. Terrific (série télévisée, épisode Matchless)
- 1968 : Now You See It, Now You Don't (TV) : Gabrielle Monet
- 1971 : Powderkeg (TV) : Juanita Sierra-Perez
- 1973 : Search (série télévisée) : Carla Lucchese Whitfield (épisode A Honeymoon to Kill)
- 1973 : Tenafly (série télévisée) : Francesca (épisode The Cash and Carry Caper)
- 1973 : The New Dick Van Dyke Show (série télévisée) : : Anna (épisode Preston al Naturale)
- 1973: The Six Million Dollar Man: Solid Gold Kidnapping (TV) : Comtesse DeRojas
- 1978 : Hawaï police d'État (Hawaii Five-O série télévisée) : : Liana Labella (épisode 240 (10-22) : Mon ami l'ennemi)